# Lithobius biporus
Lithobius biporus är en mångfotingart som beskrevs av Filippo Silvestri 1894. Lithobius biporus ingår i släktet Lithobius och familjen stenkrypare.
Artens utbredningsområde är:
- Tyskland.
- Italien.

Inga underarter finns listade i Catalogue of Life.